# Go (Pearl Jam)
Go è una canzone dei Pearl Jam contenuta nel loro secondo album Vs.. Uscì come singolo nel 1993. Il riff di chitarra fu scritto dal batterista Dave Abbruzzese. La canzone fu nominata per la Best Hard Rock Performance ai Grammy Award del 1995. È stata anche inclusa nel greatest hits, Rearviewmirror: Greatest Hits 1991-2003.
Nel Regno Unito, l'uscita dell'edizione in vinile del singolo con una cassetta gratis con la canzone Animal suonata dal vivo e contenuta in Vs., rese la canzone ineleggibile per la Top 40 inglese. Non si sa quanto ha venduto il singolo, ma in generale, le vendite del singolo nel Regno Unito non sono mai state cospicue (nel novembre 1994, il singolo Spin the Black Circle raggiunse la posizione 10, e rimase l'unico singolo a raggiungere la UK Top 10).

## Formati e tracce
- Compact Disc Single (US, Europe, Australia, Austria, and Canada)

1. "Go" (Abbruzzese, Ament, Gossard, McCready, Vedder) – 3:13
2. "Elderly Woman Behind the Counter in a Small Town" (Acoustic) (Abbruzzese, Ament, Gossard, McCready, Vedder) – 3:18
3. "Alone" (Abbruzzese, Ament, Gossard, McCready, Vedder) – 3:35

- Compact Disc Single (Paesi Bassi e Austria)

1. "Go" (Abbruzzese, Ament, Gossard, McCready, Vedder) – 3:13
2. "Elderly Woman Behind the Counter in a Small Town" (Acoustic) (Abbruzzese, Ament, Gossard, McCready, Vedder) – 3:18

- Compact Disc Single (Regno Unito)

1. "Go" (Abbruzzese, Ament, Gossard, McCready, Vedder) – 3:13
2. "Elderly Woman Behind the Counter in a Small Town" (Acoustic) (Abbruzzese, Ament, Gossard, McCready, Vedder) – 3:18
3. "Alone" (Abbruzzese, Ament, Gossard, McCready, Vedder) – 3:35

- Include Animal live su cassetta
- 12" Vinyl Single (Paesi Bassi)

1. "Go" (Abbruzzese, Ament, Gossard, McCready, Vedder) – 3:13
2. Elderly Woman Behind the Counter in a Small Town" (Acoustic) (Abbruzzese, Ament, Gossard, McCready, Vedder) – 3:18
3. "Alone" (Abbruzzese, Ament, Gossard, McCready, Vedder) – 3:35

- Include Animal live su cassetta
- Cassette Single (Australia)

1. "Go" (Abbruzzese, Ament, Gossard, McCready, Vedder) – 3:13
2. "Elderly Woman Behind the Counter in a Small Town" (Acoustic) (Abbruzzese, Ament, Gossard, McCready, Vedder) – 3:18
3. "Alone" (Abbruzzese, Ament, Gossard, McCready, Vedder) – 3:35